# Kagerplassen
Els Kagerplassen són un sistema d'estanys de torbera situats al nord de la província neerlandesa d'Holanda del Sud, que s'utilitza com a zona d'esbarjo i de pesca. Es troben entre Warmond, Oud Ade, Haarlemmermeer i Sassenheim, en gran part al municipi de Teylingen. Formen part de la zona de prats de torbera d'Holanda-Utrecht. Als Kagerplassen hi ha moltes illes relativament grans.